# Otovice (district de Karlovy Vary)
Pour les articles homonymes, voir Otovice.
Otovice (en allemand : Ottowitz) est une commune du district et de la région de Karlovy Vary, en République tchèque. Sa population s'élevait à 960 habitants en 2021.

## Géographie
Otovice est située dans les monts Métallifères, à 3 km au nord du centre de Karlovy Vary et à 114 km à l'ouest-nord-ouest de Prague.
La commune est limitée par Děpoltovice et Sadov au nord, par Dalovice à l'est, par Karlovy Vary au sud et à l'ouest.

## Histoire
La première mention écrite de la localité date de 1325.